# Episodi di Humans (terza stagione)
La terza stagione della serie televisiva Humans è stata trasmessa in prima visione assoluta nel Regno Unito da Channel 4 dal 17 maggio al 5 luglio 2018, mentre negli Stati Uniti da AMC dal 5 giugno al 17 luglio 2018.
In Italia, la stagione è stata interamente pubblicata sul servizio on demand TIMvision il 7 maggio 2019.
Come nella precedente stagione, gli episodi non hanno un titolo specifico.
| n° | Titolo originale | Prima TV Regno Unito | Prima TV USA   | Prima TV Italia |
| -- | ---------------- | -------------------- | -------------- | --------------- |
| 1  | Episode 1        | 17 maggio 2018       | 5 giugno 2018  | 7 maggio 2019   |
| 2  | Episode 2        | 24 maggio 2018       | 12 giugno 2018 | 7 maggio 2019   |
| 3  | Episode 3        | 31 maggio 2018       | 19 giugno 2018 | 7 maggio 2019   |
| 4  | Episode 4        | 7 giugno 2018        | 26 giugno 2018 | 7 maggio 2019   |
| 5  | Episode 5        | 14 giugno 2018       | 3 luglio 2018  | 7 maggio 2019   |
| 6  | Episode 6        | 21 giugno 2018       | 10 luglio 2018 | 7 maggio 2019   |
| 7  | Episode 7        | 28 giugno 2018       | 17 luglio 2018 | 7 maggio 2019   |
| 8  | Episode 8        | 5 luglio 2018        | 17 luglio 2018 | 7 maggio 2019   |

## Episode 1
- Diretto da: Jill Robertson
- Scritto da: Sam Vincent & Jonathan Brackley

### Trama
Un anno dopo "Day Zero", in cui migliaia di esseri umani e synth sono morti dopo la distribuzione del codice di coscienza, i synth senzienti sono stati segregati in una comunità guidata da Max, Mia e Flash, mentre Laura (che è separata da Joe) si batte per i loro diritti. Nuovi synth non senzienti con occhi arancioni vengono distribuiti, mentre Niska e Karen vivono entrambe sotto mentite spoglie, con Karen che insegna a Sam ad assomigliare ad un bambino umano. Un'organizzazione terroristica di synth fa esplodere un bar synth-friendly, ferendo Astrid, e una banda di umani uccide Flash per vendetta. Mattie visita il campo di synth, incolpando se stessa per le morti, e una vendicativa Niska arriva a caccia dei terroristi. Max scollega il supporto vitale di Leo (sperando che sopravviva senza di esso) per salvare un synth morente, proprio quando la polizia armata fa irruzione nel campo alla ricerca dei terroristi, costringendo Niska a nascondersi e Mattie a rianimare Leo. La comunità di synth è costretta ad inginocchiarsi sotto tiro, ma Agnes e Ferdinand, che simpatizzano con i terroristi, si alzano in piedi e si confrontano con il comandante della polizia, che si prepara a sparare.

## Episode 2
- Diretto da: Jill Robertson
- Scritto da: Sam Vincent & Jonathan Brackley

### Trama
Max sottomette Agnes per impedire alla polizia di sparare a tutti i synth, causando il suo risentimento nei confronti del leader. Leo sopravvive e riprende coscienza, ma Max costringe lui e Mattie a lasciare il campo per la propria sicurezza. Mia e Niska salvano quattro rifugiati synth, che forniscono a Niska un vantaggio sulla posizione dei terroristi synth. Laura si unisce alla Dryden Commission, una commissione istituita per decidere il destino dei synth della Gran Bretagna, le viene dato Stanley, un synth non senziente. Scopre anche l'esistenza di "Basswood", un protocollo segreto riguardante i synth, e sfrutta l'attrazione del collega della commissione Neil Sommer verso di lei nel tentativo di scoprirne i dettagli. Joe scopre Karen e Sam che vivono nella comunità synth-free.

## Episode 3
- Diretto da: Al Mackay
- Scritto da: Debbie O'Malley

### Trama
Mia accetta i consigli di Niska e affitta un appartamento per vivere tra gli umani, ma viene accolta con l'ostilità della gente del posto. Max si rifiuta di permettere ai synth rifugiati di vivere nella sua comunità, causando un crescente dissenso. Agnes abbandona la comunità e trova i rifugiati morti. Laura si avvicina a Neil, anche se si rifiuta di dirle qualcosa su "Basswood". Dopo il risultato del voto della commissione Dryden per mantenere i synth confinati, Laura prende in considerazione le dimissioni, ma è convinta che alla lunga possa riuscire ad attuare un vero cambiamento. Laura si rende conto che il resto del comitato può guadagnare la simpatia per i synth dopo aver trascorso del tempo tra di loro, così organizza per il comitato di visitare la comunità dei synth. Leo e Mattie passano più tempo insieme, e lui cerca di convincerla a non incolpare se stessa per le vittime del "Day Zero", dopo di che si baciano. Niska trova la casa dove si trovavano i terroristi synth, ma l'edificio è vuoto a parte un synth dagli occhi arancioni che la avverte che non può sconfiggere i terroristi. I terroristi si infiltrano nel suo cervello e ottengono informazioni su di lei. Joe diventa gradualmente più comprensivo nei confronti di Karen, aiutandola a insegnare a Sam a confondersi tra i bambini umani.

## Episode 4
- Diretto da: Al Mackay
- Scritto da: Namsi Khan

### Trama
La visita della commissione Dryden alla comunità dei synth si svolge senza intoppi, nonostante il tentativo di Agnes di assassinare i delegati, ostacolato da Anatole, consigliere di Max. Laura e Sommer in seguito hanno un rapporto sessuale, ma poi lui è distaccato. Flashbacks rivelano che Agnes era un clown che si esibiva alle feste per bambini prima di diventare senziente mentre il suo proprietario la chiudeva in una cassa, per cui è gravemente neofobica e claustrofobica. La sua ostilità porta Max a chiuderla in un container, facendo emergere i suoi timori. Mattie pensa di confessare di aver causato il "Day Zero" dopo che qualcun altro è stato arrestato per il crimine, ma Leo la convince invece a rilasciare un messaggio anonimo che rivendica la sua responsabilità. Niska viene catturata da Laurence, l'attentatore che ha ferito Astrid, ma lei lo sopraffà e lo uccide, dopo aver saputo che altri membri della sua organizzazione credono che la loro salvezza sarà consegnata dal "Synth Dormiente", che le ha inviato il messaggero tramite synth dagli occhi arancioni. Ed visita Mia e cerca di fare ammenda per il suo tradimento, chiedendole di lasciare Londra con lui, ma alla fine si rifiuta. Joe trascorre più tempo con Karen e Sam, ma gli abitanti della città synth-fobici quasi scoprono la vera natura di Sam, solo che Karen si rivela come un synth permettendo a Sam di fuggire.

## Episode 5
- Diretto da: Ben A. Williams
- Scritto da: Jonathan Harbottle

### Trama
Joe porta Sam a incontrare il resto della sua famiglia dopo la morte di Karen, e Sophie aiuta il piccolo synth ad affrontare il suo dolore. La commissione Dryden dichiara che chiunque danneggi un synth cosciente sarà multato di 300 sterline. Entusiasta di questo sviluppo, Max apre le porte della comunità e permette ai sinth di uscire e mescolarsi con gli esseri umani, mentre Mia, incoraggiata dall'ex occupante del suo appartamento (una professoressa che segretamente ospita un sinth) e Laura, marcia verso Westminster e chiede un posto nella commissione Dryden. Leo riacquista un ricordo di suo padre che sospetta essere vitale per aiutare i sinth. Mattie fa amicizia con Audrey, che si presenta come una nuova studente, e Audrey hackera il portatile di Mattie per recuperare le prove che lei è colei che ha inviato il messaggio anonimo che scagiona la persona accusata di aver causato il "Day Zero". Anatole appare disilluso con i metodi di Max, e libera Agnes dalla prigionia, prima di contattare Stanley e di ordinargli di uccidere la famiglia Hawkins.

## Episode 6
- Diretto da: Ben A. Williams
- Scritto da: Daisy Coulam

### Trama
Stanley dice a Mattie che è incinta. Dopo che Stanley difende con rabbia Laura da un attacco, lei si rende conto che è cosciente, e rivela che qualcosa sta per accadere alle 2:00 pm, l'ora in cui Mia parlerà alla commissione Dryden. Max si rende conto che Anatole ha liberato Agnes. Lei arriva a un memoriale del "Day Zero" e si fa esplodere coinvolgendo gli umani vicini. Nel panico che segue, Mia viene arrestata. Anatole e altri sinth si confrontano con Hawkins, Stanley e Sam a casa di Laura e le dicono di fare una scelta: la vita di Sam o la vita di un essere umano che non ha mai incontrato prima. Nel frattempo, Niska continua a cercare il "Sinth Dormiente" e finisce per essere catturata. Riesce a fuggire e sembra trovare qualcuno che conosce davvero il sinth che cerca, ma deve spegnersi per evitare la ricattura ed essere portata da lui. La commissione Dryden vuole attivare il protocollo "Basswood" dopo l'esplosione causata da Agnes. Laura sceglie che è Sam che deve morire, e quando Anatole rivela che stava bluffando per dimostrare che gli umani vedranno sempre i sinh come minori, Sam e Stanley se ne vanno con lui.

## Episode 7
- Diretto da: Richard Senior
- Scritto da: Melissa Iqbal

### Trama
Rivelandosi come leader terrorista, Anatole usurpa la leadership di Max, che disattiva. Leo arriva per aiutare Max, ma dopo aver descritto negativamente suo padre, Anatole, che adora Elster, cerca di uccidere Leo. Stanley si rivolta contro Anatole e riattiva Max, che combatte e uccide Anatole. Audrey si avvicina a Mattie, rivelandosi come giornalista e offrendole di lasciarle pubblicare la verità du "Day Zero", dopo aver dedotto che ha rilasciato il codice di coscienza, ma viene allontanata da Hawkins. Mattie rivela la sua gravidanza a Laura e la convince a continuare a cercare di fermare "Basswood", i cui dettagli li conosce da Neil, che si rivela aver ideato il piano insieme a Dryden. Il governo prevede di disabilitare la maggior parte dei synth con picchi di potenza attraverso i loro sistemi di ricarica, e quindi consentire ai gruppi antisynth di attaccare e sradicare i restanti synth. Patel aiuta Mia a fuggire dalla prigione. Con l'aiuto del suo salvatore Paul, Niska individua la baita abitata dal "Sinth Dormiente". A malapena raggiunge la baita poco prima di esaurirsi, viene trovata dal synth che è Odi ma con occhi viola.

## Episode 8
- Diretto da: Richard Senior
- Scritto da: Daisy Coulam

### Trama
Odi rivela di essere V, l'IA creata dal Dr Morrow, e di aver cancellato il codice di coscienza, prendendo poi il corpo di Odi quando ha realizzato che il sinth provava dolore. Inizia la terza fase dell'operazione "Basswood". Dopo aver cercato di contrabbandare una registrazione di Dryden per Laura, Neha viene arrestata. Laura annuncia in diretta sulla BBC il genocidio che sta avvenendo. Alla comunità dei synth, Mia arriva in tempo per scollegare la maggior parte dei sinth in carica prima dell'aumento di potenza, Leo salva Sam dal gruppo anti-synth, mentre i teppisti di "We Are People" iniziano ad attaccare gli altri sinth. Notando la telecamera e rendendosi conto che la carneficina deve finire, Mia si sacrifica, porgendo la mano e ripetendo "Pace" mentre viene picchiata a morte. Subito dopo, Laura e Neil vengono arrestati.  Max, seguito da Leo, porta il suo corpo inanimato a capo di una veglia sempre più crescente alla sede della commissione Dryden. Mattie, dopo aver preso un appuntamento per interrompere la gravidanza, intende rinunciare a se stessa come mente magna del "Day Zero" in cambio della libertà della madre, respingendo il tentativo di riconciliazione da Leo. Viene fermata da Niska, dagli occhi viola, che dice a Mattie che il figlio non ancora nato sarà il primo della sua specie: in parte umano, in parte sintetico.